# جامع الإمام تركي بن عبد الله
الجامع الكبير؛ يسمى جامع الإمام تركي بن عبد الله ويقع في منطقة قصر الحكم وسط العاصمة السعودية الرياض، وقد أنشئ في عهد الإمام تركي بن عبد الله، ويعد الجامع من أكبر المساجد في مدينة الرياض وأهمها وقد مر بتوسعات عديدة.

## البناء
بني الجامع في أرض تسمى النقعة تقع وسط الرياض، حيث أمر الإمام تركي بن عبد الله بن محمد آل سعود بإنشاء جامع سمي فيما بعد باسمه وعين عليه الشيخ عبد الرحمن بن حسن آل الشيخ الذي عينه مشرفا ورئيسا للعلماء، كما طلب منه أن يعيد المدرسة القديمة لدراسة العلوم والفنون الشائعة آنذاك، وقد أخذ في الاعتبار قربه من عدة أحياء بالإضافة إلى قربه من قصر الحكم وجعله مؤسسة علمية على غرار ما كان في الدولة السعودية الأولى، وقد كانت عادة الإمام تركي عندما يصلي الجمعة في الجامع الكبير أن يخرج من الباب الذي يقع جنوب المحراب، وأعد هذا الباب في قبلة المسجد لدخوله وخروجه ولدخول الإمام عن تخطي رقاب الناس لكثرة ما في المسجد الجامع من الصفوف، وهذه الإضافات تمت خلال مدة حكمه قبل عام 1241 هـ إلى عام 1249 هـ الموافق (1826 - 1834).

### فيصل بن تركي
ثم جاء بعد ذلك ابنه الإمام فيصل بن تركي بن عبد الله آل سعود، ففي عام 1259 هـ أعاد بناء الجامع وزاد في سعته من الناحية الشرقية والغربية، وأدخل في ساحاته زخارف إسلامية لم تكن معروفة في نجد آنذاك كما وضع ممرا علويا بين المسجد وبين قصر الحكم، كما استحدثت مساقي جديدة له، وقام بعمل ممر طويل ومغطى ومحمول على عدد من الأعمدة ليتم توصيلها بين المسجد وقصر الحكم.

### العهد السعودي الحديث
اهتم عبد العزيز آل سعود بالجامع وزاد فيه وربط الجامع بقصر الحكم عبر جسر يساهم في سهولة الوصول للجامع أوقات الصلوات والجمع خاصة للملك وحاشيته وخدمه كما قام بإنارته، ثم اتى الملك سعود وواصل اهتمامه بالجامع وزاد في عمارته وأمر بتجديد فرشه وأنواره وزاد مساحته زيادة كبيرة وضمت إليه أملاك هي أبار سويلمة وفيصلة وشدية وسلطانة وغيرها من الأراضي، كما أن الجامع بني خلال تلك الفترات القديمة لأولئك الملوك بمواد البناء التقليدي من الطين واللبن المجفف وأسقفه من جذوع النخل وقروش الحجارة، ثم توالت العناية بالجامع في عهد فيصل بن عبد العزيز آل سعود والملك خالد عبر البناء الحديث، ويلاحظ في المسجد أن المصابيح الأمامية القديمة منخفضة، بينما تكون المصابيح التي تحد السرحة رفيعة، مما يدل على أن هذا المسجد أدخلت عليه بنايات عديدة وزيادة متتابعة.
وفي العصر الحديث أحدثت عمارة جديدة للجامع في مشروع تطوير منطقة قصر الحكم، حيث أشرفت الهيئة العليا لتطوير مدينة الرياض على تلك التوسعات وتجددت معالمه القديمة إلى أشكال أخرى جديدة في العمارة والإنشاء، وتقدر مساحة الجامع بحوالي 16.8 ألف متر مربع، يستوعب نحو 17 ألف مصلي في وقت واحد، ويتكون الجامع من مصلى رئيسي للرجال وآخر للنساء تبلغ مساحته 6.32 ألف متر مربع وارتفاعه 14.8 متر، وساحة خارجية تبلغ مساحتها 4.8 ألف متر مربع، ومكتبتين إحداهما للرجال والأخرى للنساء مساحة كل منهما 325 متر تقريبا، كما يحتوي على سكن للإمام والمؤذن، ويشمل مكاتب خاصة بالأجهزة الحكومية ذات الصلة، وقد أقيمت على جانبي الجامع منارتان بارتفاع 50 متر استلهم في تصميمهما روح العمارة التقليدية، وقد بني الجامع من وحدات خرسانية سابقة الصب، وغطيت جدرانه الخارجية والجزء العلوي من الجدران الداخلية بحجر الرياض، بينما غطي الجزء الأسفل من الجدران والأعمدة بالرخام الأبيض، أما السقف فقد غطي ببلاطات خرسانية تشبه المرابيع الخشبية التي كانت تغطي سقف المسجد القديم، وجهز الجامع بوسائل البث التليفزيوني والإذاعي المباشر وكاميرات تليفزيونية يتم التحكم فيها عن بعد. كما أنشأ قنوات ري جديدة لها، وبنى ممرًا مغطى طويلًا مدعومًا بعدد من الأعمدة لربط المسجد بقصر الحكومة.

## أئمة الجامع
توالى على امامة الجامع عدد كبير من الشيوخ والأئمة من قبل بناء الإمام تركي بن عبد الله بن محمد آل سعود للجامع ومن بعده، ابتداء من منتصف القرن الثاني عشر الهجري وهم:
1. سليمان بن محمد بن احمد بن علي بن سحيم في عام 1158 هـ 1745.
2. محمد بن صالح.
3. عبد الوهاب بن محمد بن صالح.
4. محمد بن عبد الوهاب بن محمد.
5. عبد الرحمن بن حسن بن محمد بن عبد الوهاب في عام 1241 هـ 1826.
6. عبد اللطيف بن عبد الرحمن بن حسن في عام 1285 هـ 1869.
7. محمد بن إبراهيم بن محمود في عام 1293 هـ 1876 .
8. عبد العزيز بن صالح بن موسى بن مرشد.
9. عبد الله بن عبد اللطيف آل الشيخ .
10. عبد الرحمن بن محمد بن عساكر (بالإنابة في فترة مرض عبد الله بن عبد اللطيف آل الشيخ).
11. عبد الرحمن بن عبد اللطيف (بالإنابة في فترة مرض عبد الله بن عبد اللطيف آل الشيخ لنص عام).
12. محمد بن عبد اللطيف بن عبد الرحمن آل الشيخ.
13. عمر بن عبد اللطيف في عام 1367 هـ 1948.
14. سعد بن عتيق.
15. عبد الرحمن بن عبد اللطيف (للمرة الثانية حتى عام 1366 هـ 1947).
16. عبد الله بن عبد الرحمن بن عبد اللطيف.
17. إبراهيم بن سلمان آل مبارك.
18. عبد الرحمن بن علي بن عودان في عام 1370 هـ 1951.
19. محمد بن إبراهيم آل الشيخ من عام 1373 هـ 1954 إلى وفاته عام 1389 هـ 1969.
20. عبد العزيز بن باز من عام 1389 هـ 1969.
21. عبد الله بن جبرين (بالإنابة).
22. عبد العزيز بن عبد الله آل الشيخ.
23. محمد بن عبد الله بن عمر آل الشيخ (بالإنابة في غياب عبد العزيز بن عبد الله آل الشيخ).